# Automationstekniker
Automationstekniker är en fackman som monterar, justerar, reparerar och underhåller utrustning för automatisk styrning av olika industriprocesser, värme- och luftanläggningar och många andra tekniska system. Arbetsuppgifterna varierar, men gemensamt för alla automationstekniker är kunskap inom datorteknik, IT, styr- och reglerteknik, elektronik och mekatronik. 
En lämplig utbildning för att bli automationstekniker är gymnasiets treåriga El- och energiprogramm. Därefter kan man öka sin kompetens genom fortsatta studier på yrkeshögskolan. 
På grund av stora pensionsavgångar och få nyutbildade, väntas liten konkurrens om jobben de kommande åren. Det finns dock stora regionala skillnader. 